# Beck Hansen
Beck Hansen, geboren als Bek David Campbell (Los Angeles, 8 juli 1970) is een Amerikaanse muzikant. Als muzikale duizendpoot weet hij vele stijlen, zoals popmuziek, folk, hiphop, lo-fi, psychedelia, country, blues, rock en jazz, te combineren en hij is sinds de jaren negentig met kortweg Beck als artiestennaam een van de bekendste artiesten uit de alternatieve muziek.

## Biografie
Beck komt uit een creatieve familie. Zijn Canadese vader David Campbell, die het gezin vroeg verliet, waardoor Beck de familienaam Hansen van zijn moeder aannam, was dirigent en componist, en zijn moeder, Bibbe Hansen participeerde in projecten van Andy Warhols Factory. Zijn grootvader Al Hansen was een van de pioniers van de Fluxusbeweging en heeft met Yoko Ono gewerkt.
Beck stopte vroegtijdig met school om als straatartiest akoestische blues en folk te spelen. Ook schreef hij poëzie. In 1989 verhuisde hij voor korte tijd naar New York waar hij zich aansloot bij de even kortstondige antifolkbeweging. Begin jaren 90 keerde hij terug naar Los Angeles.
In 1991 werd hij ontdekt door Tom Rothrock en Rob Schnapf, die met hem enkele folknummers met hiphop-beats opnamen. Hieruit resulteerde ook het hometapenummer Loser, dat later Becks grootste hit zou worden. De nummers werden opgepikt door platenmaatschappij Geffen Records, die het album Mellow Gold in 1994 uitbracht. De heruitgave van Loser besteeg in 1994 hitlijsten over de hele wereld.
In 1996 volgde Odelay, dat ook een commercieel succes werd. Wereldwijd werden twintig miljoen exemplaren verkocht, en Beck scoorde weer hits met Where It's At en Devil's Haircut.
Vervolgens schreef Beck als tussendoortje een folkalbum (Mutations), dat door Geffen zo goed werd gevonden dat het in 1998 uitgebracht werd en Becks derde succes op rij werd.
Het echte vervolg op Odelay werd Midnite Vultures. Het bleek een wat gewaagder, uitbundiger album met veel funk, dat echter niet goed verkocht.
In 2002 kwam er weer een echt folkalbum uit: Sea Change, dat samen met Odelay het beste ontvangen is door de kritiek. In 2005 volgde Guero, dat een terugkeer naar op samples georiënteerde muziek inluidde. The Information uit 2006 was geïnspireerd door electrofunk, hiphop, en psychedelia; Modern Guilt (2008) was meer geïnspireerd door jarenzestigpopmuziek; en het weer meer folkdoordrenkte Morning Phase uit 2014 werd verkozen tot Album van het Jaar bij de 57e Grammy Awards in 2015. Zijn dertiende studioalbum, Colors, werd uitgebracht in oktober 2017 na een lang productieproces, en won prijzen voor 'Best Alternative Album' en 'Best Engineered Album' bij de 61e Grammy Awards. In 2019 verscheen het veertiende album Hyperspace.
Naast zijn eigen werk heeft Beck samenwerkingen met onder meer Air, Bat For Lashes, The Chemical Brothers, Gorillaz, Björk en David Bowie op zijn naam staan.

### Privé
Van 1991 tot 2000 had Beck een relatie met ontwerpster Leigh Limon. Het stranden van deze relatie diende als inspiratiebron voor Becks album Sea change uit 2002. De songs op het album zijn grotendeels een week na de breuk geschreven. In april 2005 trouwde Beck met actrice Marissa Ribisi, de tweelingzus van acteur Giovanni Ribisi. Kort daarvoor kregen de twee een zoon, Cosimo Henri Hansen. In 2007 kreeg het paar nog een kind.

## Levensovertuiging
Beck is een groot deel van zijn leven betrokken bij de Scientology Church. Zijn vrouw, Marissa, is ook van huis uit verbonden met deze organisatie. Beck maakte het feit dat hij deel uitmaakt van de omstreden religie voor het eerst wereldkundig tijdens een interview met de New York Times, gepubliceerd in maart 2005. In de Irish Sunday Tribune van zondag 11 juni 2005 zei hij er het volgende over: "Ja, ik maak deel uit van de Scientology Church. Mijn vader is al 35 jaar een Scientologist, ik ben er dus mee opgegroeid." In andere interviews maakte hij juist een connectie met zijn Joodse grootmoeder van moeders kant, zeggende dat hij opgegroeid is met de Joodse feestdagen en dat hij zichzelf als Jood beschouwt (jodendom wordt via de moederlijn overgedragen.)

## Discografie

### Albums
| Album met eventuele hitnotering(en) in de Nederlandse Album Top 100 | Datum van verschijnen | Datum van binnenkomst | Hoogste positie | Aantal weken | Opmerkingen |
| ------------------------------------------------------------------- | --------------------- | --------------------- | --------------- | ------------ | ----------- |
| Golden Feelings                                                     | maart 1993            | -                     | -               | -            |             |
| Stereopathetic Soulmanure                                           | 22 februari 1994      | -                     | -               | -            |             |
| Mellow Gold                                                         | 28 februari 1994      | 28 mei 1994           | 81              | 4            |             |
| One Foot in the Grave                                               | 27 juni 1994          | -                     | -               | -            |             |
| Odelay                                                              | 17 juni 1996          | 6 juli 1996           | 27              | 17           |             |
| Mutations                                                           | 2 november 1998       | -                     | -               | -            |             |
| Midnite Vultures                                                    | 16 november 1999      | 4 december 1999       | 88              | 4            |             |
| Sea Change                                                          | 23 september 2002     | 5 oktober 2002        | 53              | 4            |             |
| Guero                                                               | 18 maart 2005         | 26 maart 2005         | 38              | 7            |             |
| The Information                                                     | 29 september 2006     | 7 oktober 2006        | 58              | 3            |             |
| Modern Guilt                                                        | 7 juli 2008           | 12 juli 2008          | 33              | 7            |             |
| Morning Phase                                                       | 21 februari 2014      | 1 maart 2014          | 5               | 17           |             |
| Colors                                                              | 13 oktober 2017       | 21 oktober 2017       | 14              | 3            |             |
| Hyperspace                                                          | 22 november 2019      | 30 november 2019      | 46              | 1            |             |

| Album met hitnotering(en) in de Vlaamse Ultratop 200 albums | Datum van verschijnen | Datum van binnenkomst | Hoogste positie | Aantal weken | Opmerkingen |
| ----------------------------------------------------------- | --------------------- | --------------------- | --------------- | ------------ | ----------- |
| Odelay                                                      | 1996                  | 13 juli 1996          | 27              | 3            |             |
| Midnite Vultures                                            | 1999                  | 11 december 1999      | 32              | 2            |             |
| Sea Change                                                  | 2002                  | 5 oktober 2002        | 16              | 6            |             |
| Guero                                                       | 2005                  | 26 maart 2005         | 16              | 11           |             |
| The Information                                             | 2006                  | 14 oktober 2006       | 22              | 6            |             |
| Modern Guilt                                                | 2008                  | 12 juli 2008          | 16              | 10           |             |
| Morning Phase                                               | 2014                  | 8 maart 2014          | 7               | 35           |             |
| Colors                                                      | 2017                  | 21 oktober 2017       | 13              | 17           |             |
| Hyperspace                                                  | 2019                  | 30 november 2019      | 31              | 4            |             |

### Singles
| Single met eventuele hitnotering(en) in de Nederlandse Top 40 | Datum van verschijnen | Datum van binnenkomst | Hoogste positie | Aantal weken | Opmerkingen                 |
| ------------------------------------------------------------- | --------------------- | --------------------- | --------------- | ------------ | --------------------------- |
| Loser                                                         | 1993                  | 9 april 1994          | 21              | 4            | Nr. 21 in de Single Top 100 |
| Steve Threw Up                                                | 1994                  | -                     | -               | -            |                             |
| Pay No Mind (Snoozer)                                         | 1994                  | -                     | -               | -            |                             |
| Beercan                                                       | 1994                  | -                     | -               | -            |                             |
| It's All in Your Mind                                         | 1995                  | -                     | -               | -            |                             |
| Where It's At                                                 | 1996                  | -                     | -               | -            |                             |
| Devil's Haircut                                               | 1996                  | -                     | -               | -            |                             |
| The New Pollution                                             | 1997                  | -                     | -               | -            | Nr. 95 in de Single Top 100 |
| Sissyneck                                                     | 1997                  | -                     | -               | -            |                             |
| Jack-Ass                                                      | 1997                  | -                     | -               | -            |                             |
| Deadweight                                                    | 1997                  | -                     | -               | -            |                             |
| Tropicalia                                                    | 1998                  | -                     | -               | -            |                             |
| Cold Brains                                                   | 1999                  | -                     | -               | -            |                             |
| Nobody's Fault but My Own                                     | 1999                  | -                     | -               | -            |                             |
| Sexx laws                                                     | 1999                  | -                     | -               | -            |                             |
| Mixed Bizness                                                 | 2000                  | -                     | -               | -            |                             |
| Nicotine & Gravy                                              | 2000                  | -                     | -               | -            |                             |
| Lost Cause                                                    | 2002                  | -                     | -               | -            |                             |
| Guess I'm Doing Fine                                          | 2002                  | -                     | -               | -            |                             |
| E-Pro                                                         | 2005                  | -                     | -               | -            |                             |
| Girl                                                          | 2005                  | -                     | -               | -            |                             |
| Hell Yes                                                      | 2005                  | -                     | -               | -            |                             |
| Nausea                                                        | 2006                  | -                     | -               | -            |                             |
| Dreams                                                        | 2015                  | -                     | -               | -            |                             |
| Up All Night                                                  | 2017                  | -                     | -               | -            |                             |

| Single met hitnotering(en) in de Vlaamse Ultratop 50 | Datum van verschijnen | Datum van binnenkomst | Hoogste positie | Aantal weken | Opmerkingen              |
| ---------------------------------------------------- | --------------------- | --------------------- | --------------- | ------------ | ------------------------ |
| Heaven Can Wait                                      | 2010                  | -                     | tip 22          | -            | met Charlotte Gainsbourg |

### NPO Radio 2 Top 2000
| Nummer met noteringen in de NPO Radio 2 Top 2000 | '14  | '15 | '16  | '17  |
| ------------------------------------------------ | ---- | --- | ---- | ---- |
| Loser                                            | 1763 | -   | 1655 | 1687 |

1. ↑  Een '-' betekent dat het nummer niet was genoteerd en een vetgedrukt getal geeft de hoogste notering aan.
2. ↑  2014 was het eerste jaar met een notering voor dit nummer.
3. ↑  Deze tabel is bijgewerkt tot en met de laatste editie (2024).